# خوخ دقيق
خوخ دقيق (الاسم العلمي:Prunus tenella) هو نوع من النباتات يتبع جنس الخوخ من الفصيلة الوردية.